# 米山務
米山 務（よねやま つかさ、1935年 - 2023年）は、工学者。東北大学名誉教授、東北工業大学名誉教授。
専門は電気･通信工学で、特に電磁界理論、電磁波伝送工学分野でミリ波伝送路の研究に従事。NRDガイドの発明者として知られる。

## 経歴
- 1959年 東北大学工学部卒業
- 1964年 東北大学大学院工学研究科博士課程修了。工学博士。
- 1964年 東北大学助手[1]。
- 1986年 東北大学電気通信研究所教授[1]。
- 1999年 同大退官[1]。 同大名誉教授。
- 2001年 東北工業大学教授。
- 2004年 (株)エムメックスを設立。同社代表取締役。
- 2005年 同大退職[1]。
- 2015年11月 瑞宝中綬章受章[2][3][1]。
- 2023年1月 逝去。